# 3228-as mellékút (Magyarország)
A 3228-as számú mellékút egy közel 10 kilométeres hosszúságú, négy számjegyű mellékút Jász-Nagykun-Szolnok vármegye északi részén; Jászapátitól húzódik Jászszentandrás központjáig.

## Nyomvonala
A 31-es főútból ágazik ki, annak a 97+300-as kilométerszelvénye közelében létesült körforgalmú csomópontból, Jászapáti központjában, északi irányban; lényegében egyenes folytatása az Újszásztól odáig húzódó 3227-es útnak, amely ugyanezen körforgalomba becsatlakozva ér véget. Kezdeti szakasza, a város egykori orvosára emlékeztetve, 2012 óta a Dr. Szlovencsák Imre út nevet viseli, a város északabbi részén már Táncsics út néven húzódik keresztül. 1,4 kilométer megtétele után hagyja el a belterület északi szélét, ugyanott – nyílt vonali szakaszon – keresztezi a Vámosgyörk–Újszász-vasútvonal vágányait.
5,3 kilométer után lép ki teljesen a város területéről, és Jászszentandrás határai között folytatódik, a korábbihoz képest már egy kicsit keletebbi irányt követve. Körülbelül 7,6 kilométer után éri el a lakott terület déli szélét, települési neve itt Rákóczi út. A község központját elérve véget is ér, ugyanott van a végpontja a 32 133-as számú mellékútnak, amelyen délkeleti irányból, Heves felől érhető el a település.
Teljes hossza, az országos közutak térképes nyilvántartását szolgáló kira.kozut.hu adatbázisa szerint 8,459 kilométer.

## Települések az út mentén
- Jászapáti
- Jászszentandrás